# Франклин, Дамиан Антониу
Дамиан Антониу Франклин (порт. Damião António Franklin; 6 августа 1950, Кабинда — 28 апреля 2014, Йоханнесбург) — ангольский прелат. Архиепископ Луанды с 23 января 2001 по 28 апреля 2014 года.

## Биография
Родился в Кабинде (Ангола) и был рукоположен в священники в июне 1978 года. 29 мая 1992 года был назначен викарным епископом Луанды и титулярным епископом Фалероне. 12 июля 1993 года получил епископское посвящение от кардинала Алеша́ндри ду Нашсиме́нту с консекраторами-архиепископами Эдуарду Муака и Феликсом дель Бланко Прието.
23 января 2001 года был назначен архиепископом Луанды. Также был председателем Епископской конференции Анголы и Сан-Томе и Принсипи. Сетовал на коррупцию в своей стране, говоря: «Значительную часть богатства Анголы тратят на оружие. Часть – на расточительность, например, на этот новый президентский дворец, который практически не используется. Огромные суммы просто исчезают, попадая в частные руки». Параллельно был ректором Католического университета Анголы.
Перед парламентскими выборами 2008 года, первыми выборами в Анголе после 1992 года, положивших начало второму этапу гражданской войны, архиепископ заявил: «Лучший способ избежать войны – провести выборы, безусловно, свободными, справедливыми и прозрачными. Политическим партиям важно продолжать сотрудничество с церквями, чтобы повысить уровень участия общества в избирательном процессе».
В октябре 2009 года являлся секретарём кардинала Питера Тарксона на специальном Синоде епископов Африки.
Скончался 28 апреля 2014 года.